# Daichi
Advanced Land Observation Satellite (ALOS), también llamado Daichi, es un satélite artificial japonés dedicado a la observación terrestre. Fue lanzado el 24 de enero de 2006 mediante un cohete H-II desde la base de Tanegashima. El lanzamiento fue retrasado tres veces debido a problemas meteorológicos y de sensores.
Daichi lleva un radar de apertura sintética de banda L, una cámara óptica capaz de una resolución de 2,5 metros y un radiómetro para el visible y el infrarrojo cercano con una resolución de 10 metros.